# Tharandter Wald

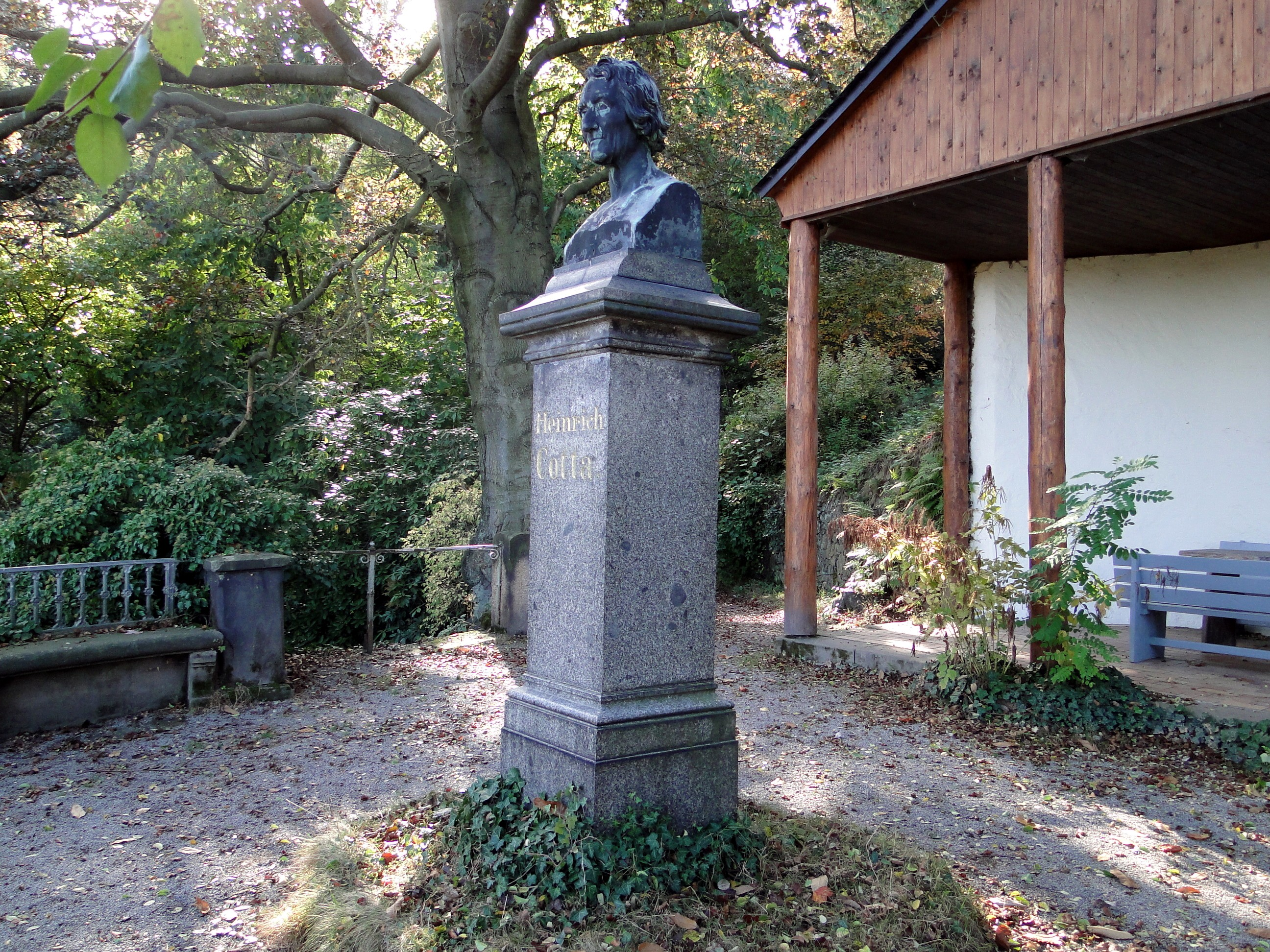
Büste des Heinrich Cotta, Förderer des Tharandter Waldes

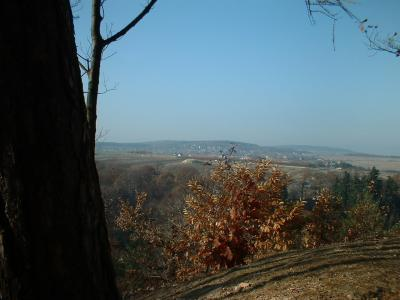
Blick vom Kienberg auf Kurort Hartha und den Landberg

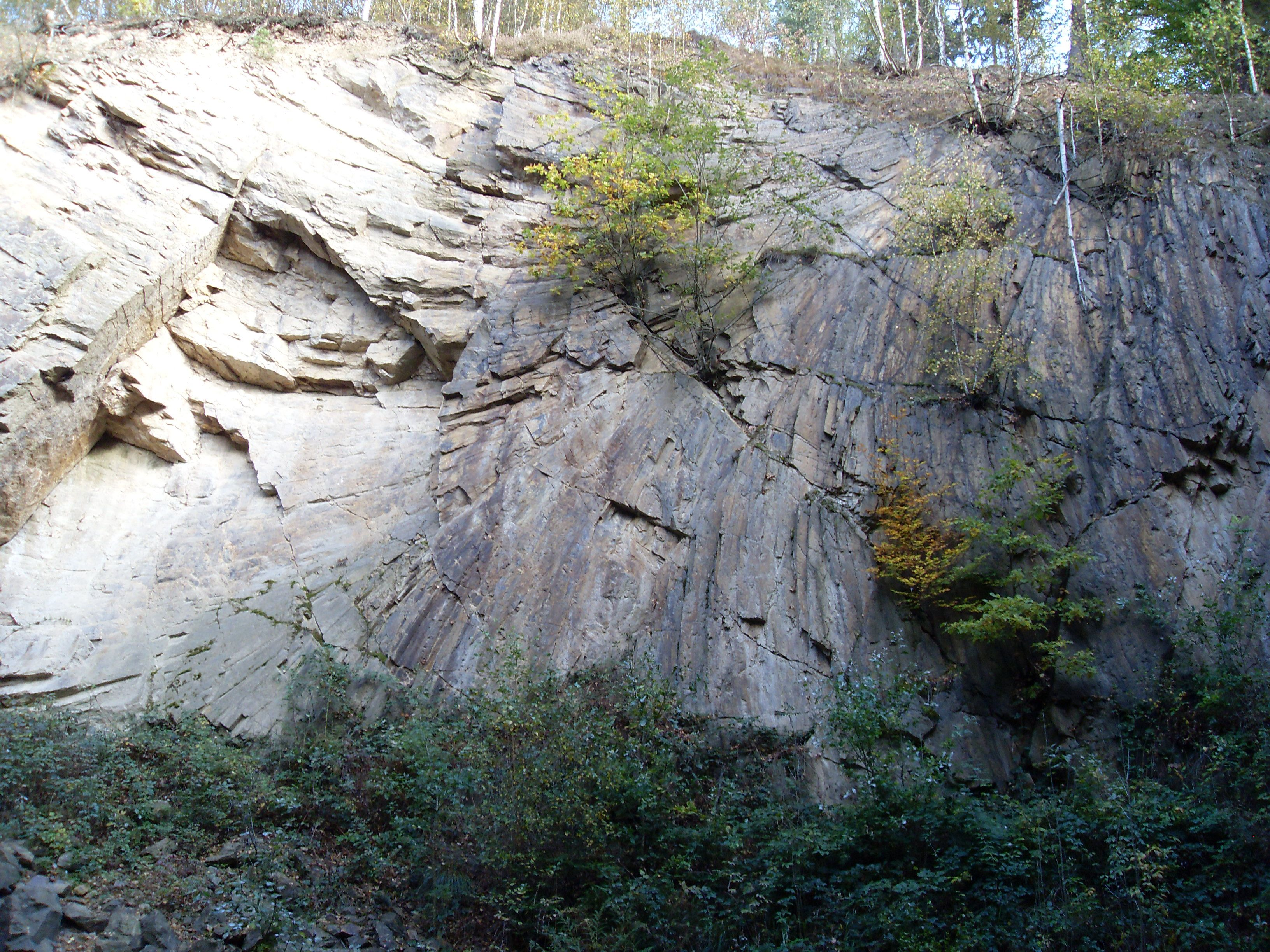
Porphyrfächer, geologischer Aufschluss bei Mohorn-Grund

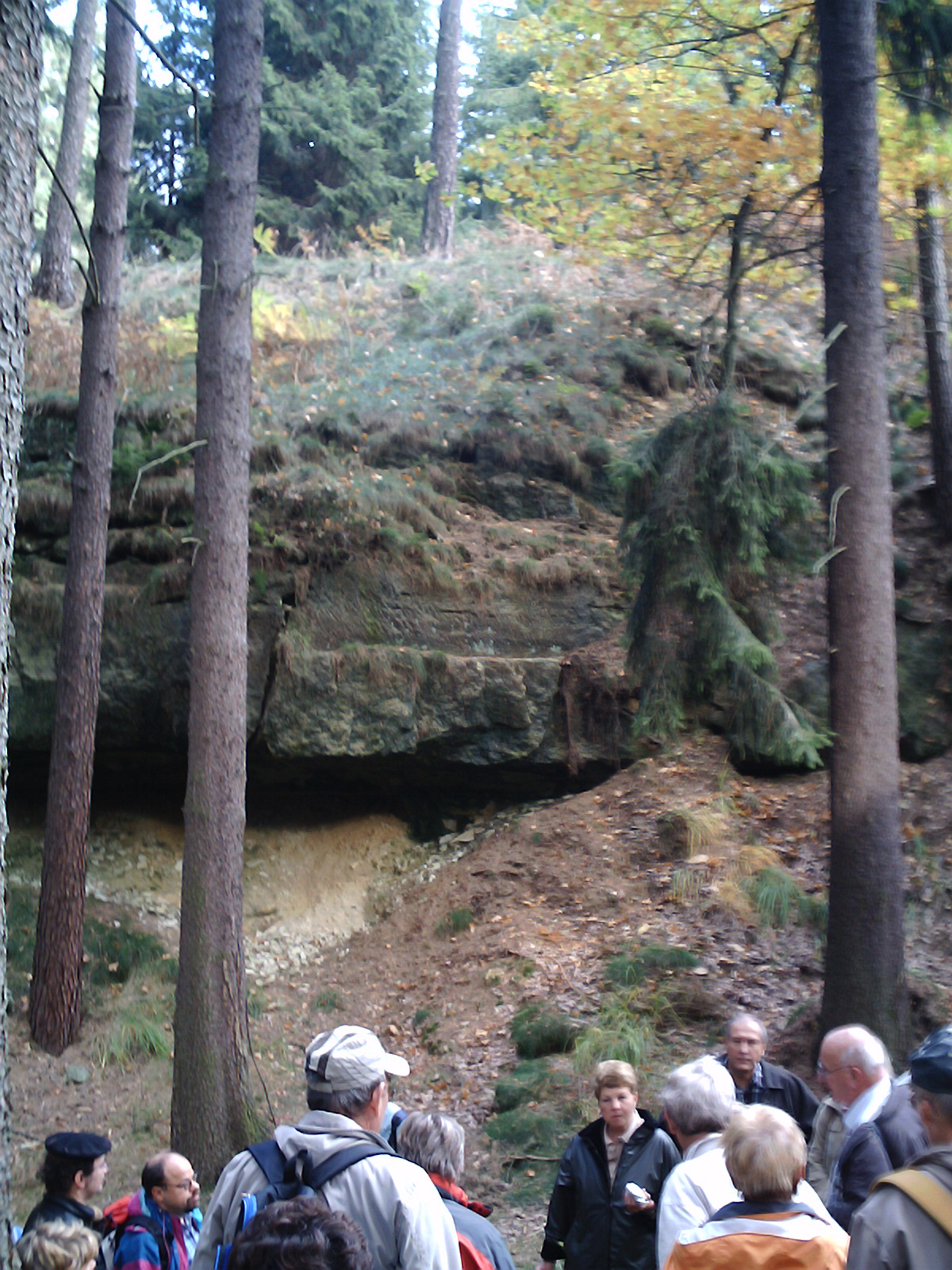
Sandsteinbruch bei Niederschöna

Der Tharandter Wald, früher auch Grillenburger Wald genannt, ist eine Landschaft um den Mittelpunkt Sachsens, südwestlich der Forststadt Tharandt, südlich der Stadt Wilsdruff, grob betrachtet zwischen Freiberg und Dresden. Bemerkenswert ist, dass es sich beim Tharandter Wald tatsächlich um ein fast geschlossenes Waldgebiet handelt, das ungefähr 60 km2 umfasst. Dass der Wald hier nicht der Rodung und landwirtschaftlichen Nutzung unterlag, hängt zum einen mit den insgesamt ungünstigen nährstoffarmen und oft vernässten Bodenverhältnissen auf den sauren und schwer verwitterbaren Porphyren und Sandsteinen des Untergrunds zusammen, zum anderen aber auch mit der Nutzung als Jagdgebiet der Landesherren, der Markgrafen von Meißen, seit dem 13. Jahrhundert. Heute gehört der Tharandter Wald administrativ fast vollständig zur Stadt Tharandt, zu deren Gemarkungen Grillenburg und Tharandt. Er hat ca. 200 Kilometer markierte Wanderwege. Er trägt die rechtlich geschützte Wort-Bildmarke mit dem Text: Tharandter Wald – schönster Wald Sachsens, die aus der touristischen Werbung in den 1920er Jahren hervorging. Mit seiner besonderen und vielfältigen geologischen Ausstattung (z. B. mit Formationen und Gesteinen aus den verschiedensten Erdzeitaltern) bildet der Tharandter Wald den Kern des Geoparks Sachsens Mitte.

## Geschichte
Im 12. Jahrhundert bestand für kurze Zeit im Zentrum des Waldes der Ort Warnsdorf an der wasserreichen Warnsdorfer Quelle im Einzugsgebiet der Triebisch. Im benachbarten, nach wie vor völlig von dem Wald umgebenen Ort Grillenburg wurden die Grundmauern einer umfangreichen romanischen Anlage aus dem 13. Jahrhundert gefunden. Zudem wurde nachweislich seit dem 13. Jahrhundert der Grillenburger Sandstein abgebaut. Durch den Tharandter Wald führte unter anderem der Fürsten- oder Herrenweg. Während der Frühen Neuzeit diente der Wald der Jagd der Landesfürsten (Jagdschloss Grillenburg) sowie der Holz- und Holzkohlegewinnung für den Bergbau (Köhlerei) und die Residenzstadt Dresden (Flößerei). Zudem fand um den Tharandter Wald Silberbergbau, insbesondere bei Mohorn-Grund und Edle Krone, statt und wurden bis in den Wald hinein Steinbrüche betrieben. Auch Waldglashütten aus dem 14. Jahrhundert sind bei Hetzdorf (Glasergrund) und Kurort Hartha (Glasbruch) nachweisbar. Die in Fördergersdorf am Pohrsdorfer Rand (ehemals Zeidler genannt) und Kurort Hartha am Hartheberg angesiedelten Zeidler (Wald-Bienenzüchter und Waldaufseher) lieferten zudem Wachs und Honig. Kunstteiche im Wald dienen bis heute der Fischzucht.
Anfang des 18. Jahrhunderts befand sich im Tharandter Wald, im Tännichtgrund bei Naundorf, der Unterschlupf des in ganz Sachsen berüchtigten Räubers Lips Tullian und seiner Schwarzen Garde. An seinen Aufenthaltsort erinnert der nach ihm benannte Lips-Tullian-Felsen und die noch ältere Diebskammer.
Um 1800 war das Waldgebiet stark heruntergewirtschaftet und wurde ab 1811 von Heinrich Cotta nach wissenschaftlichen Grundsätzen wiederhergestellt. Dabei diente der Tharandter Wald als Modellfall der durch die Holznot geborenen nachhaltigen Forstwirtschaft. Daraufhin erfolgte aus der von Heinrich Cotta aus Zillbach in Thüringen mitgebrachten, privaten Forstlehranstalt 1816 die Gründung der Königlich-sächsischen Forstakademie und bereits 1811 des Forstbotanischen Gartens in Tharandt.

Karte des Tharandter Waldes (um 1891)

Vom 19. Jahrhundert an diente er der Erholung bürgerlicher Familien, vor allem aus Dresden, darunter zuletzt so bekannter Persönlichkeiten aus Wissenschaft und Kunst wie Heinrich Ernemann und Eva von der Osten, die hier ihre Sommerresidenzen einrichteten. Zur Zeit des Nationalsozialismus wählte Sachsens Gauleiter, Reichsstatthalter und Landesjägermeister Martin Mutschmann 1936 das Jagdschloss Grillenburg zum Sitz des Sächsischen Jägerhofes. Dessen 1938 erbautes Gästehaus Neues Jägerhaus wurde von ihm auch selbst genutzt und diente in der DDR-Zeit als VdN-Genesungsheim „Elsa Fenske“ für Opfer des Faschismus.
Der gesamte Wald ist seit langer Zeit ein Naherholungsgebiet und wurde bereits von der Zentralen Kurverwaltung des Gemeindeverbandes Tharandt sowie Helfern des Kulturbunds mit Wegweisern ausgeschildert und unter fachlicher Anleitung der TU Dresden, Fachrichtung Forstwissenschaften Tharandt, mit Naturlehrpfaden ausgestattet. Als geschlossener und verkehrlich gut erreichbarer Naturraum dient der Tharandter Wald weiterhin zur Naherholung für die Bewohner der umliegenden Regionen und ihrer Gäste. Es existieren Lehrpfade und Wege für Wanderungen, Reit- und Fahrradaktivitäten, die unter anderem vom Staatsbetrieb Sachsenforst, Vereinen und Kommunen betreut werden. Auf einigen Strecken sind Kutsch- und Schlittenfahrten möglich.
Repräsentiert wird die Region rund um den Tharandter Wald seit 1997 durch die Tharandter-Wald-Königin, welche alle zwei Jahre neu öffentlich ausgeschrieben und z. B. im Rahmen des traditionellen Chortreffens am Tharandter Wald bzw. dem Staatsforst-Aktionstag Mal wieder Wald und Holz sehen vom Verkehrs- und Verschönerungsverein „Tharandter Wald“ e. V. vorgestellt und gekrönt wird.

## Geografie
Landschaftlich ist der Tharandter Wald nicht eindeutig zuzuordnen. Nach einigen Auffassungen wird er zum sich südlich anschließenden Osterzgebirge gezählt, kann jedoch auf Grund seiner Höhenlage von rund 220 m ü. NN im Tal der Wilden Weißeritz bis zu einem Punkt 359 m ü. NN nordwestlich von Klingenberg und Colmnitz zum nordöstlichen Teil des Erzgebirgsvorlandes gerechnet werden. Höchste Erhebungen sind der Tännicht im Südwesten mit 461 m NN und der Landberg am Nordrand mit 426 m ü. NN.
Im Nordosten, am Zusammenfluss von Wilder Weißeritz und Schloitzbach, liegt die namensgebende Ortschaft Tharandt. Zur Stadt Tharandt gehören auch der Kurort Hartha, nördlich des Waldes, mit seinen Ortsteilen sowie die Orte Pohrsdorf und Großopitz. Im Nordwesten liegt der Ort Mohorn (Stadt Wilsdruff) mit dem Ortsteil Grund (am Fuße des Landberges), wo Räucherkerzen produziert werden. Durch diesen Ortsteil fließt die im Tharandter Wald entspringende Triebisch, die bei Meißen in die Elbe mündet. Im Südwesten liegen Hetzdorf und Niederschöna (Gemeinde Halsbrücke) und weiter südlich schließt sich am Rande des Waldes das zu Bobritzsch-Hilbersdorf gehörende Naundorf an.
Die weiter südöstlich gelegene Bahnhofssiedlung Sachsenhof am Bahnhof Klingenberg-Colmnitz der Bahnstrecke Dresden–Werdau gehört zur Gemeinde Klingenberg mit den Ortsteilen Colmnitz und Klingenberg. Der Bahnhof war einst ein Knotenpunkt von zwei Schmalspurbahnen. Südöstlich befindet sich eine Trinkwassertalsperre, die Talsperre Klingenberg, die unter anderem Dresden versorgt. Das Tal der Wilden Weißeritz bei Dorfhain und Höckendorf mit Edle Krone sind ein altes Bergbaugebiet, das zum Freiberger Bergbaurevier gezählt wird. Bei Edle Krone führt die Bahnstrecke Dresden–Werdau aus dem Wilden Weißeritztal in das Seerenbachtal, die Strecke und der Ort wurden vom Hochwasser 2002 schwer betroffen. Diese Strecke ist fast vollständig mit der südlichen Begrenzung des Tharandter Waldes identisch und zählt zu den steilsten Hauptbahnen Europas (Maximale Neigung: 27 Promille). Im Osten grenzen unter anderem die Gemarkungen Somsdorf und Weißig der Stadt Freital an.

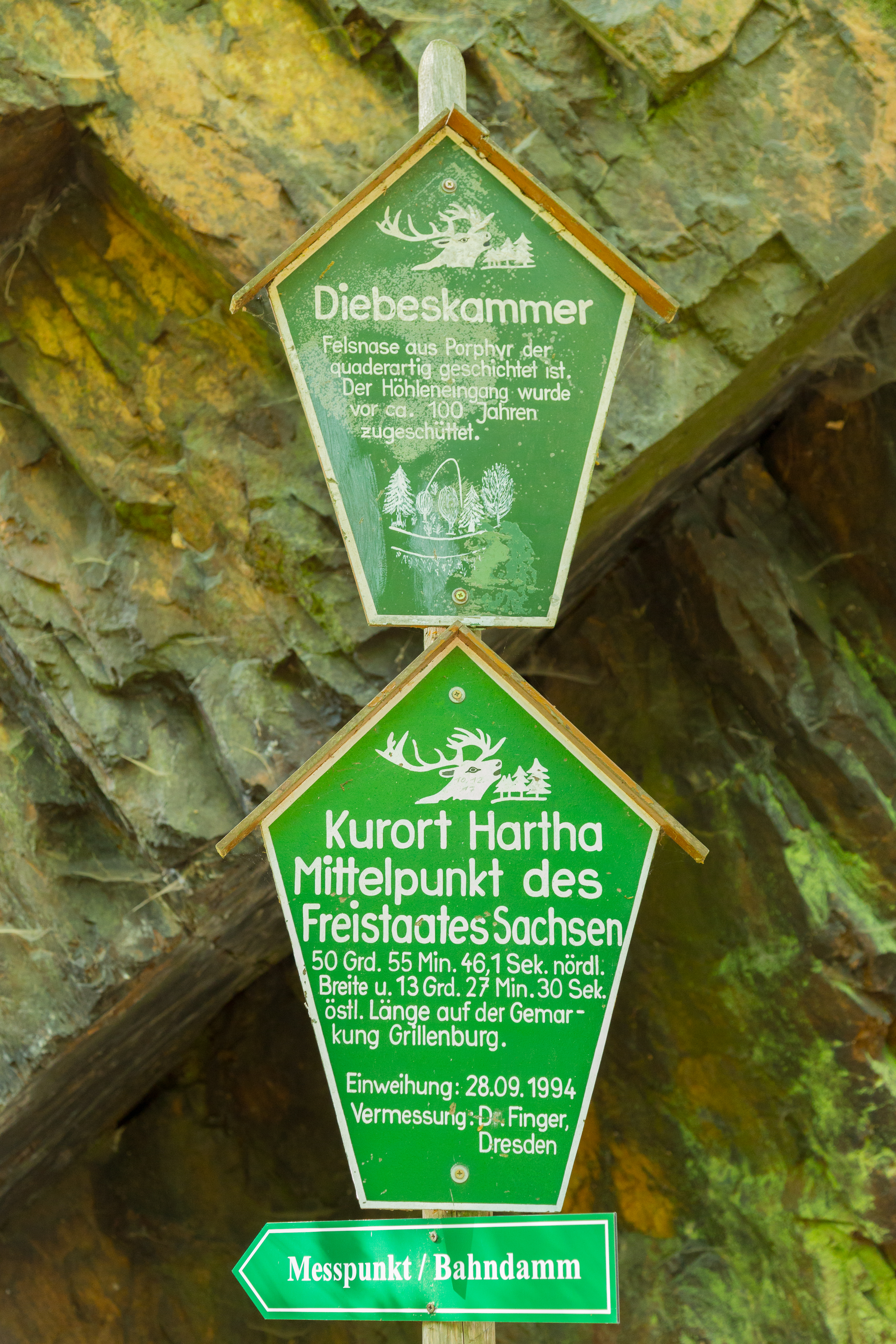
Informationstafeln an der Diebeskammer

Etwa 1,5 km östlich von Naundorf und etwa 4,5 km südwestlich von Grillenburg befindet sich der geografische Mittelpunkt Sachsens an der so genannten Diebeskammer, im Tännichtgrund, auf der Gemarkung Grillenburg des Kurortes Hartha. Der Name der einstigen Höhle, deren Zugang mittlerweile verschüttet ist, erinnert an die Aktivitäten des Räubers Lips Tullian.

## Naturraum Tharandter Wald

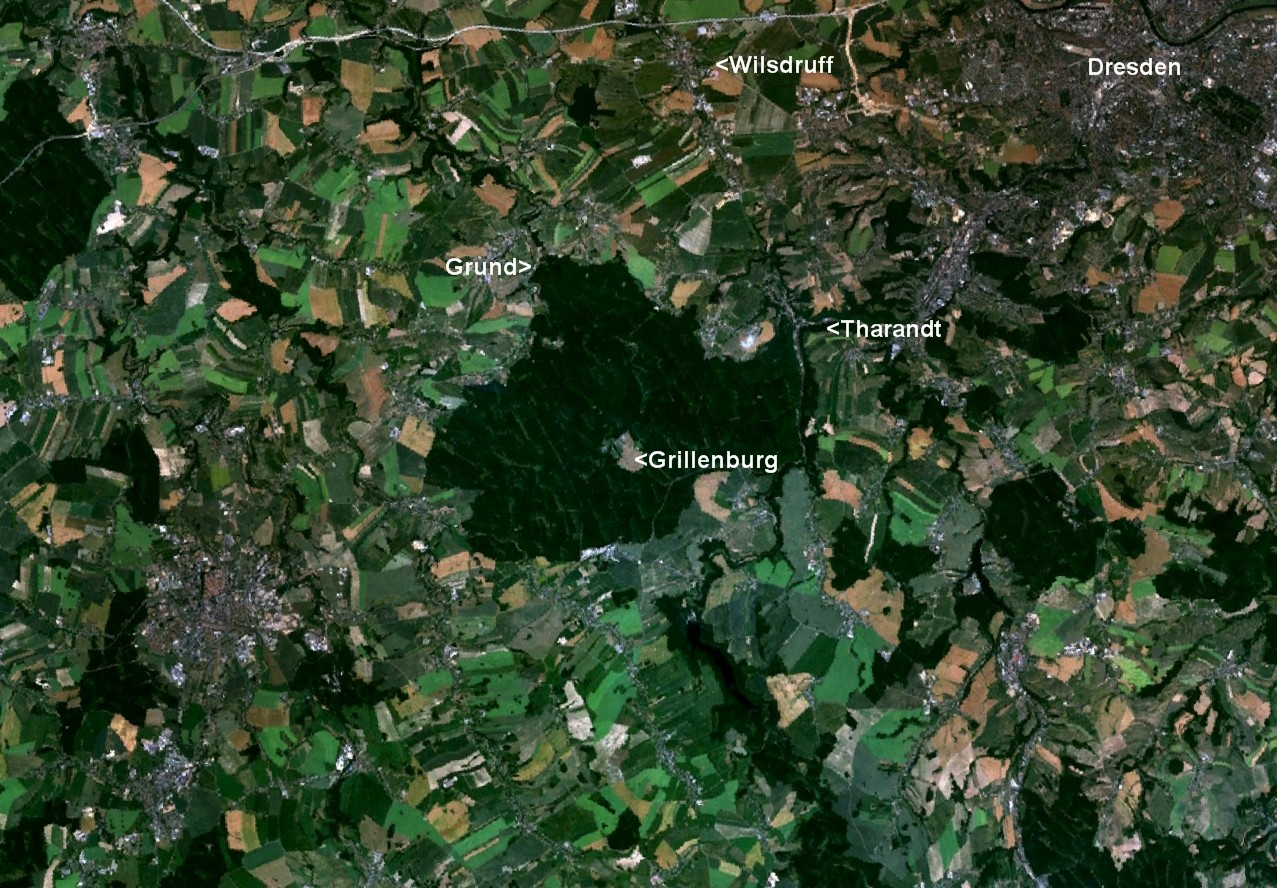
Blick aus dem All auf den Tharandter Wald

Der Tharandter Wald, der in einem alten vulkanischen Kessel – einer Caldera – liegt, hat eine submontane Höhenlage mit starken Klimaunterschieden und größtenteils kargen, sauren Böden. Er ist daher nur für die Forstwirtschaft nutzbar, wobei der Fichtenwald überwiegt, ein Mischwald jedoch zum Beispiel durch Unterbau der Fichtenbestände mit Eichen- und Buchensetzlingen angestrebt wird, was der natürlichen Bestockung (unter anderem Traubeneichen-Buchen-Wald) näherkommt.
Für die Tharandter Forststudenten dient der Wald als grüner Hörsaal mit zahlreichen forstbotanischen Reizen und guten Wandermöglichkeiten, welche ihn auch als Naherholungsgebiet des gesamten mittelsächsischen Raumes auszeichnen.
Im südöstlichen Teil des Waldes nördlich des Markgrafensteins befindet sich für Forschungszwecke ein immissionsökologisches Prüffeld, dessen Entstehen auf das Auftreten von Rauchschäden insbesondere durch die Rauchgasemission des Freiberger Bergbau- und Hüttenreviers und durch die Inbetriebnahme der Halsbrücker Esse zurückzuführen ist.
Zu erwähnen ist ferner der Seerenteich am südlichen Rand des Tharandter Walds, ein ehemaliger Floßteich mit türkiser Färbung.

## Geologie
Einen besonderen Ruf hat der Tharandter Wald als Quadratmeile der Geologen, da sich hier in unmittelbarer Umgebung gute Aufschlüsse aller Hauptgesteinstypen finden lassen. Er dient für die Studenten der nahen Bergakademie Freiberg und der TU Dresden als ein beliebtes Exkursionsziel.
Die geologische Geschichte vom Untergrund des Tharandter Waldes ist im Wesentlichen durch drei Komponenten geprägt. Am Anfang stand der Einbruch eines vorzeitlichen Vulkanareals und somit die Bildung einer Caldera. Hierauf folgten eine lange Zeit sedimentäre Ablagerungen der Kreidezeit und schließlich Tertiärquarzitablagerungen in der Nähe des Landbergs.
Der Porphyrfächer bei Mohorn-Grund ist ein durch frühere Steinbruchsaktivitäten entstandener geologischer Aufschluss. Der vor etwa 320 Millionen Jahre durch Vulkanaktivitäten gebildete Schmelztuff ist dort im Verlauf des Abkühlungsprozesses und eintretenden Volumenschwund senkrecht zu Zonen gleicher Temperatur zerklüftet. An dem Aufschluss ist der Kluftfächer (links) sowie Säulen (rechts) zu erkennen. Dieser Aufschluss gehört zum Tharandter Vulkanitkomplex.
Niederschöna ist für seine kreidezeitlichen Sandsteinvorkommen bekannt. Die etwa 98 Millionen Jahre alten Flusssedimente in einem Steinbruch in der Ortschaft Halsbrücke-Niederschöna sind die Typlokalität der Niederschöna-Formation der Elbtal-Gruppe. Die Niederschöna-Formation besteht aus einer Abfolge von Sandsteinen mit dünnen kohligen Tonlagen, die für ihre Pflanzenfossilien berühmt sind. Man nannte sie früher auch Crednerien-Schichten, nach dem sächsischen Geologen Hermann Credner. Der Fluss brachte Material aus dem Osterzgebirge heran; als Gerölle wurden beispielsweise Quarze, Rhyolithoide, Lydite, Schiefer, Diabase und Amethyste gefunden. Die Niederschöna-Formation ist nicht flächendeckend vorhanden, sondern liegt in den alten Flusstälern. Erst die etwa 96 Millionen Jahre alten Sandsteine der folgenden Oberhäslich-Formation, die in einem flachen Meer abgelagert wurden, überlagern flächenhaft große Bereiche des Osterzgebirges. Die Werksandsteingewinnung des Osterzgebirges erfolgte ausschließlich aus den flachmarinen Sandsteinen der Oberhäslich-Formation; der berühmteste Sandsteinbruch ist zweifellos der des Grillenburger Sandsteins am Flügel Jägerhorn, aus dem auch die Goldene Pforte des Freiberger Doms hergestellt wurde.
Die hier von Hanns Bruno Geinitz gesammelten paläontologischen Belegstücke der Oberkreide zählen heute zu den wissenschaftlich besonders wertvollen Beständen in den Naturhistorischen Sammlungen Dresdens. Sie gingen in seine überregional zitierten Standardwerke zur Geologie der Kreide ein und trugen maßgeblich zum Verständnis dieses Erdzeitalters bei.
An der Westwand des Ascherhübels, am so genannten Hexenhäusl, zeigen sich imposante Säulen aus Nephelinit (Phänobasalt), welche von einer vertikalen Lagerung nach außen hin langsam in eine horizontale Lagerung übergehen. Es handelt sich hierbei um einen Magmendom aus der Zeit des Jungtertiärs vor etwa 14 mya (Miozän), wobei sich die Lagerung senkrecht zu den Abkühlungsflächen des Magmas zeigt, die vertikalen Säulen der Aufschlusswand als zum direkten Magmaschlot gehören. Der Nephilinit zeigt ein im Grunde sehr feinkörniges und dichtes Gefüge, erfuhr jedoch durch Wasseraufnahme an der Oberfläche eine Umwandlung und Volumenzunahme, was die dort letztendlich körnig-blasige Struktur bedingt (Sonnenbrennerbasalt).
Eine Besonderheit ist der so genannte Kugelpechstein von Spechtshausen. Das Naturdenkmal rund 300 Meter südlich der Ortschaft Spechtshausen, etwas nordwestlich von Kurort Hartha, stellt ein bei einer vulkanischen Extrusion im Oberkarbon (vor 250 bis 300 Millionen Jahren) glasig erstarrtes ignimbritisches Gestein mit rhyodazitischer Zusammensetzung dar. Bemerkenswert ist dies dahingehend, dass der Aufschluss des tiefreichenden Lavadoms sich nur über wenige Quadratmeter erstreckt und das vulkanische Glas trotz seines Alters keine Entglasungserscheinungen zeigt.
Das Geologische Freilichtmuseum mit dem Geologischen Wanderweg verbindet diese Aufschlüsse zwischen Tharandt und Mohorn-Grund.

## Galerie

Bilder aus dem Tharandter Wald
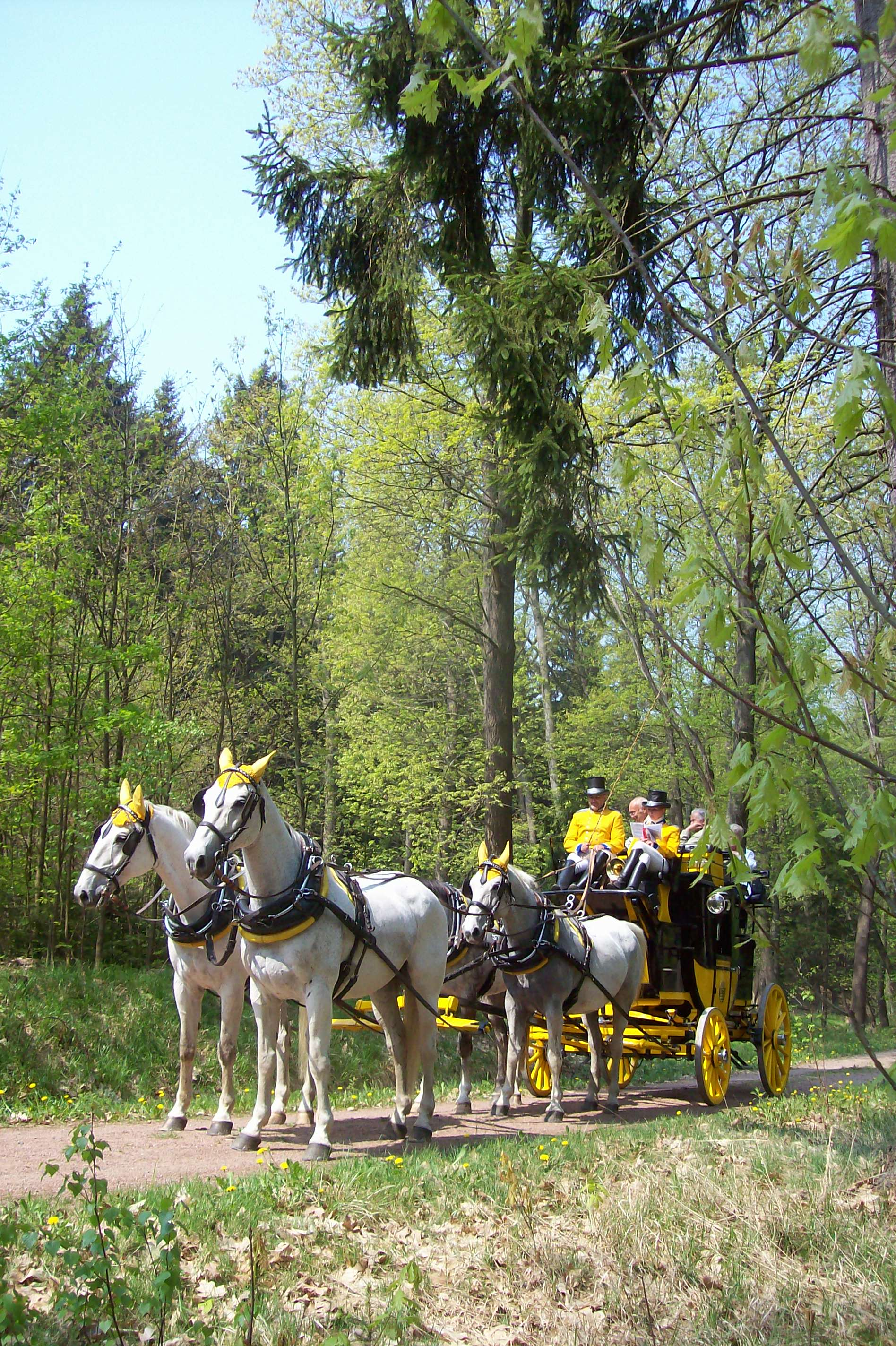
Postkutschenfahrt
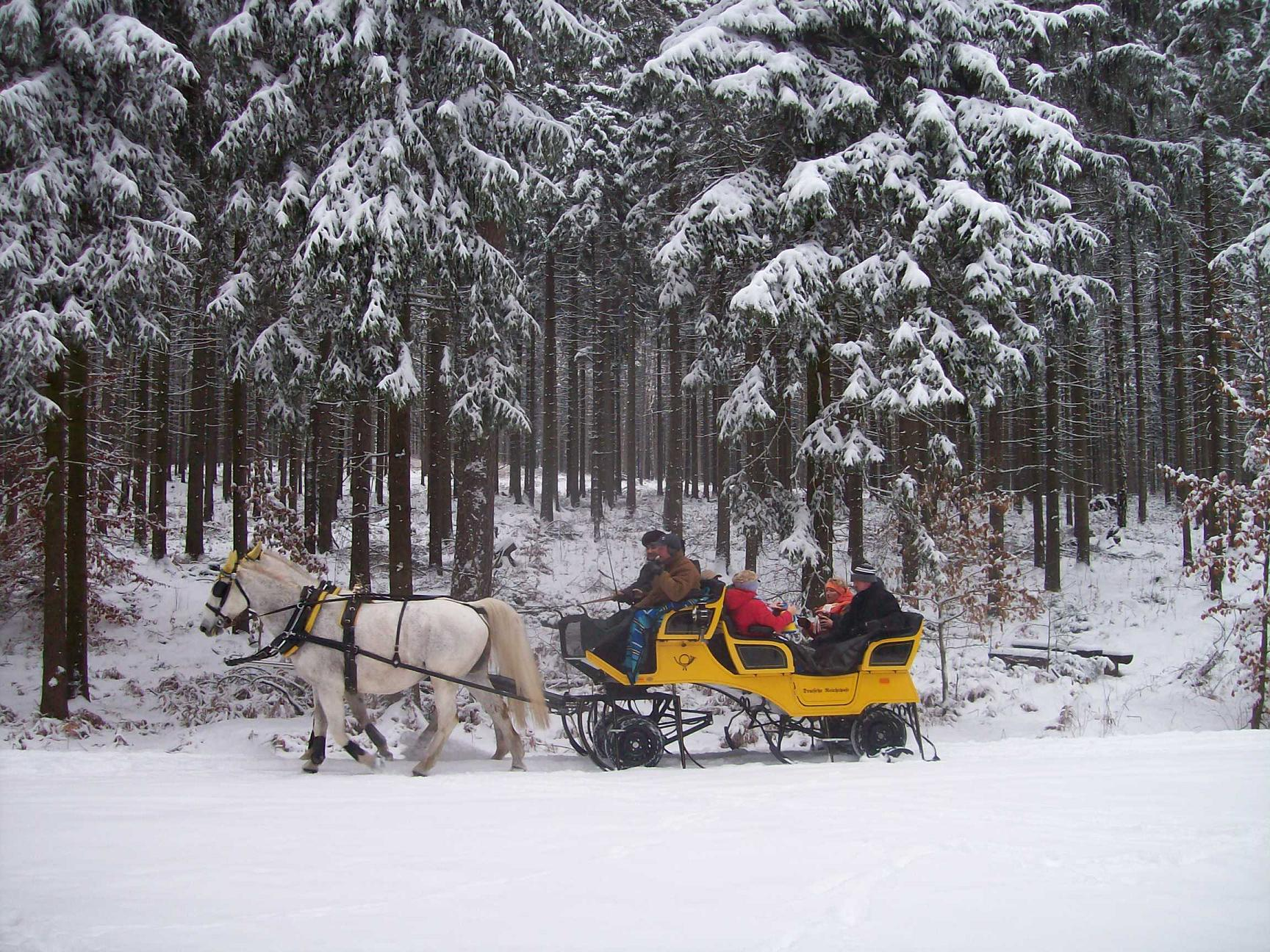
Postschlitten im Winterwald
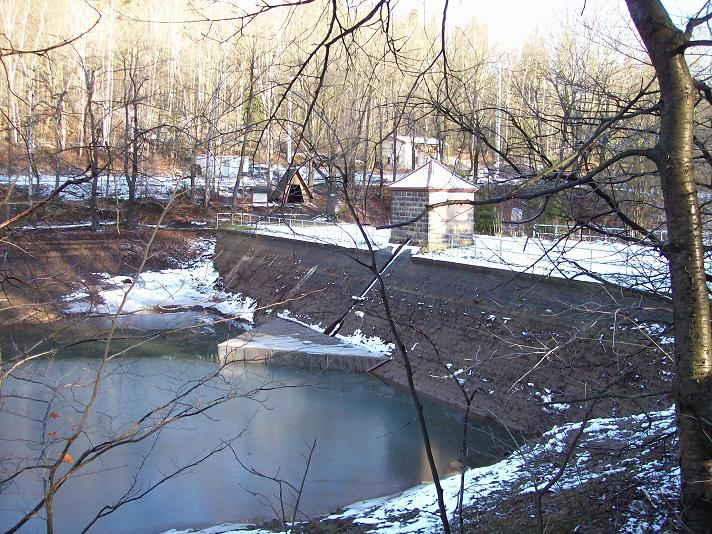
Floßanlage Seerenteich bei Dorfhain
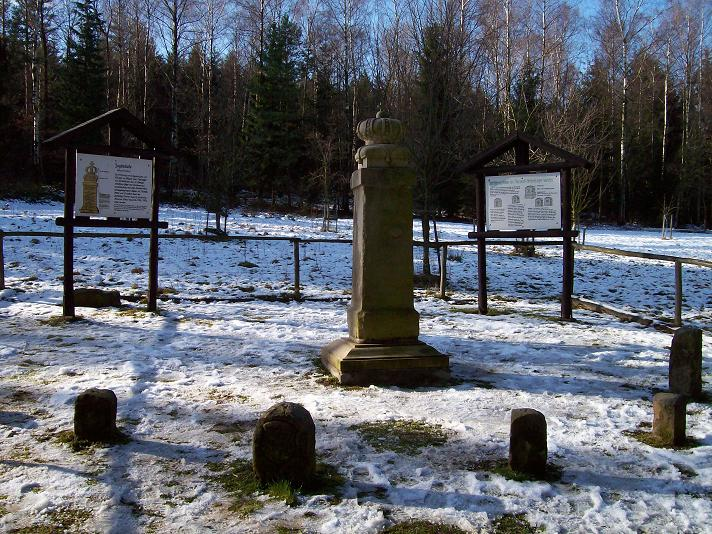
Jagdsäule mit Grenzsteinen bei Hetzdorf
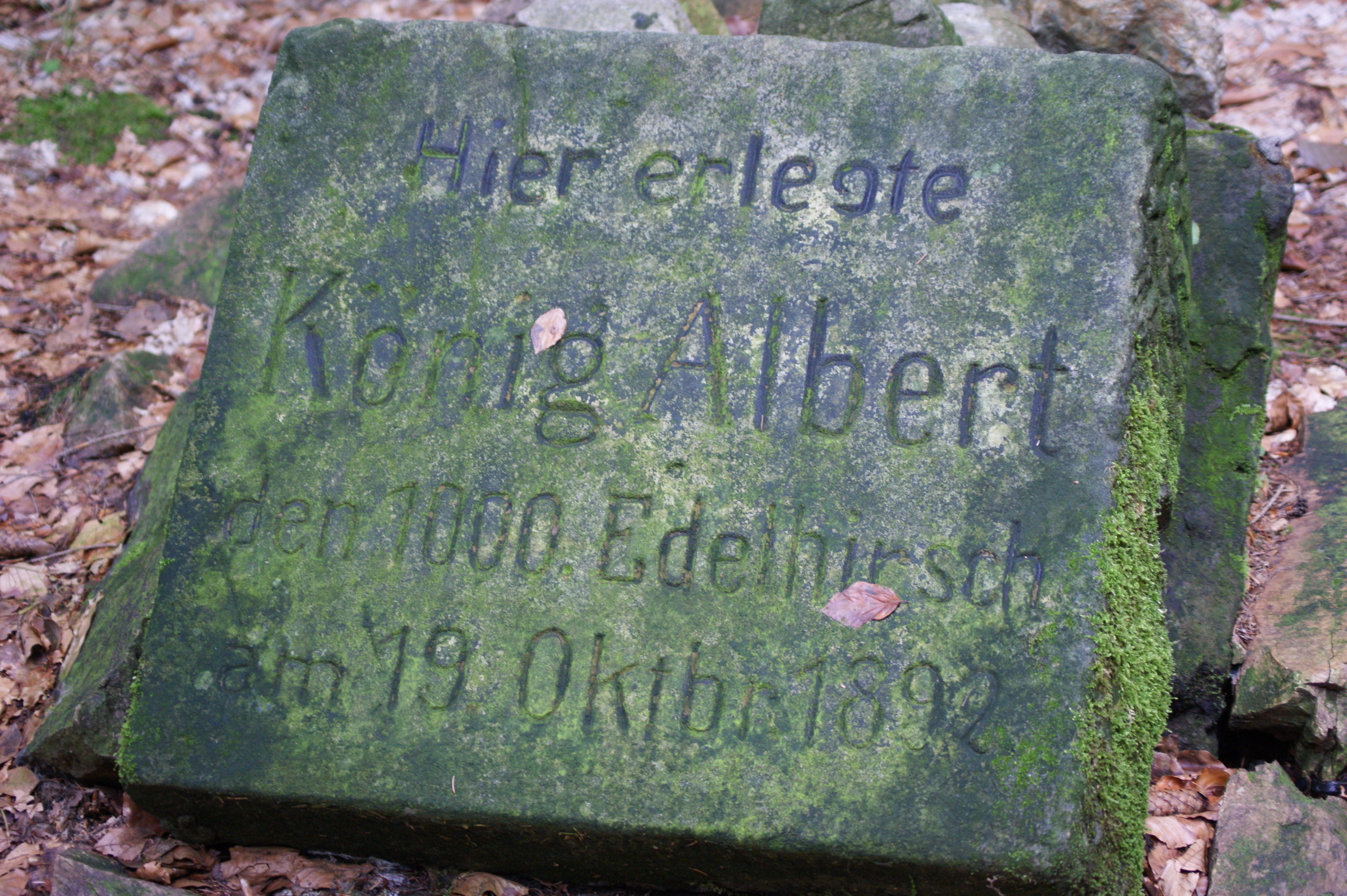
Nahe Kurort Hartha erlegte König Albert 1892 den 1000. Edelhirsch
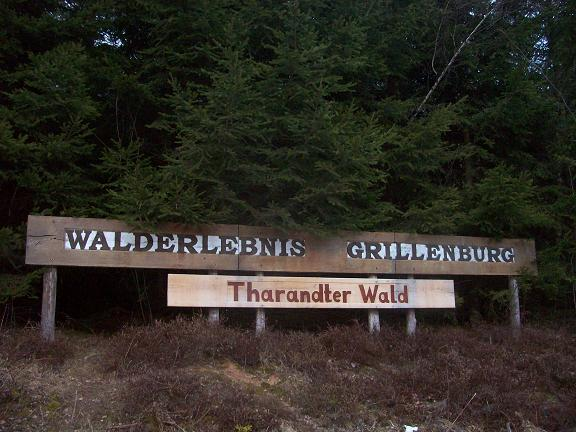
Eingang zum Walderlebnis Grillenburg
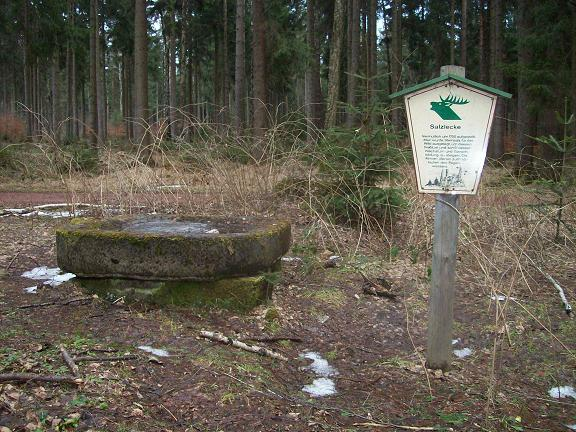
Salzlecke bei Kurort Hartha
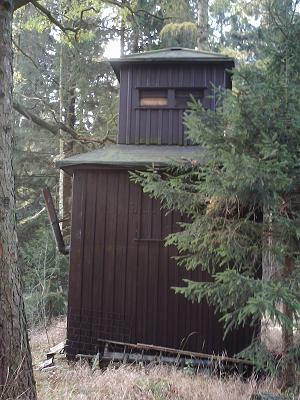
Jagdturm bei Niederschöna
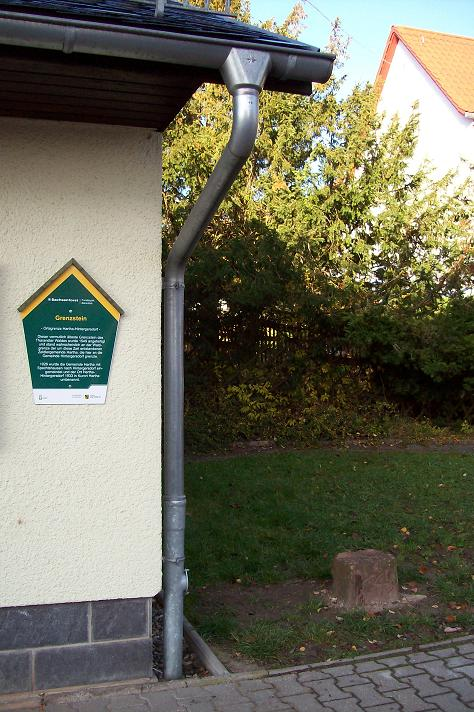
Ältester Forstgrenzstein von 1549 in Kurort Hartha
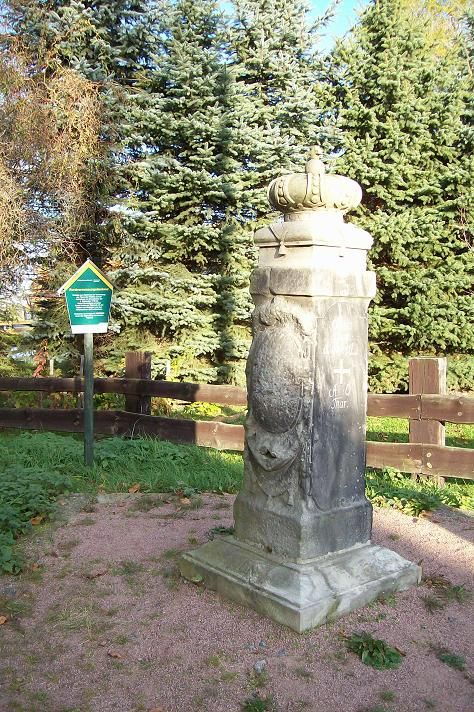
Forstvermessungs-Denkmal von 1740 in Spechtshausen
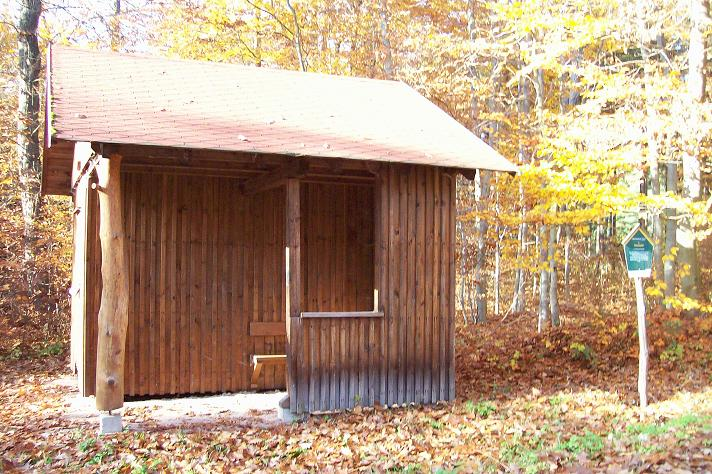
Schutzhütte Pferdestall am Flößerpfad
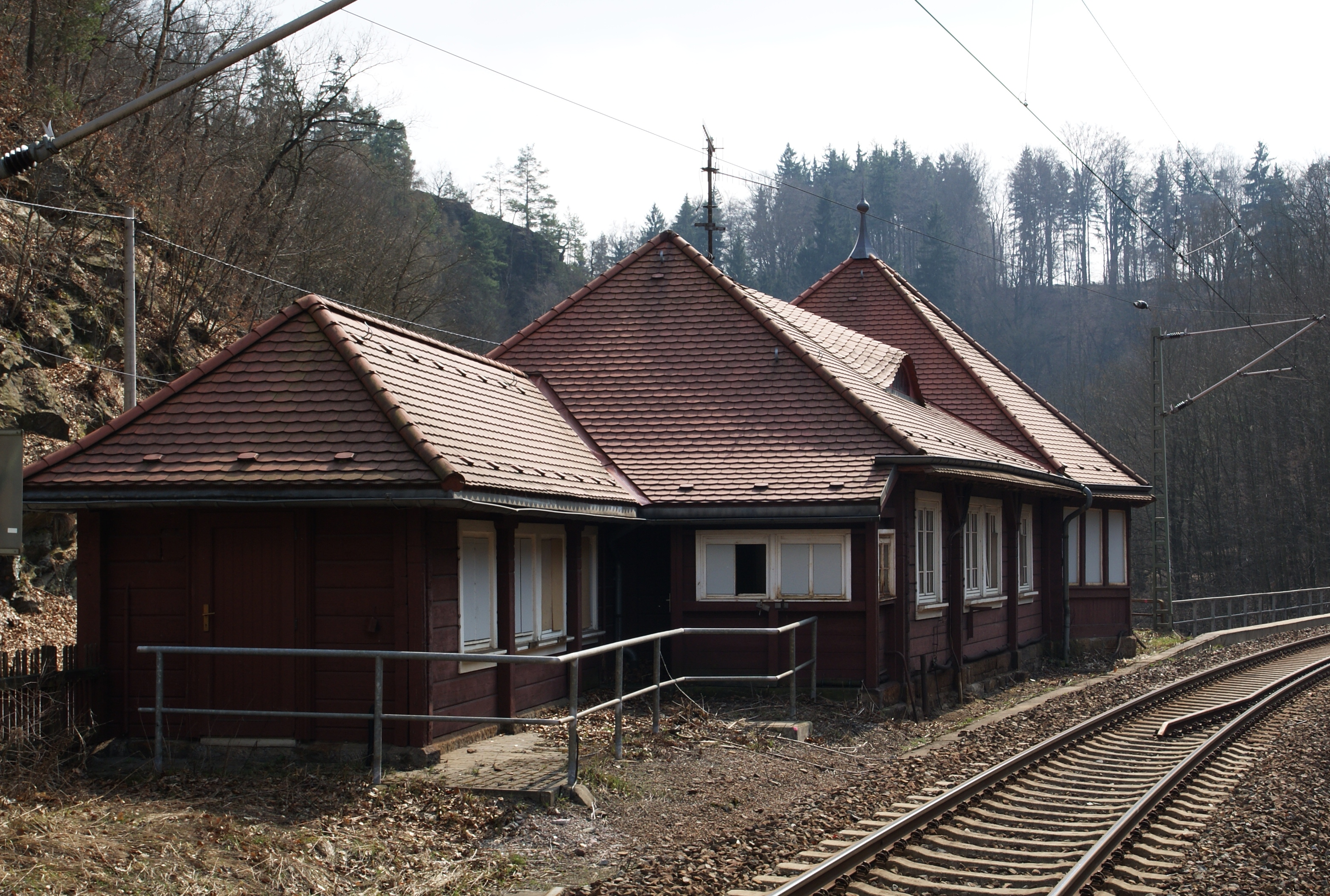
Blockhaus-Bahnhof Edle Krone in der Form eines Pferdegöpels aus dem Bergbau
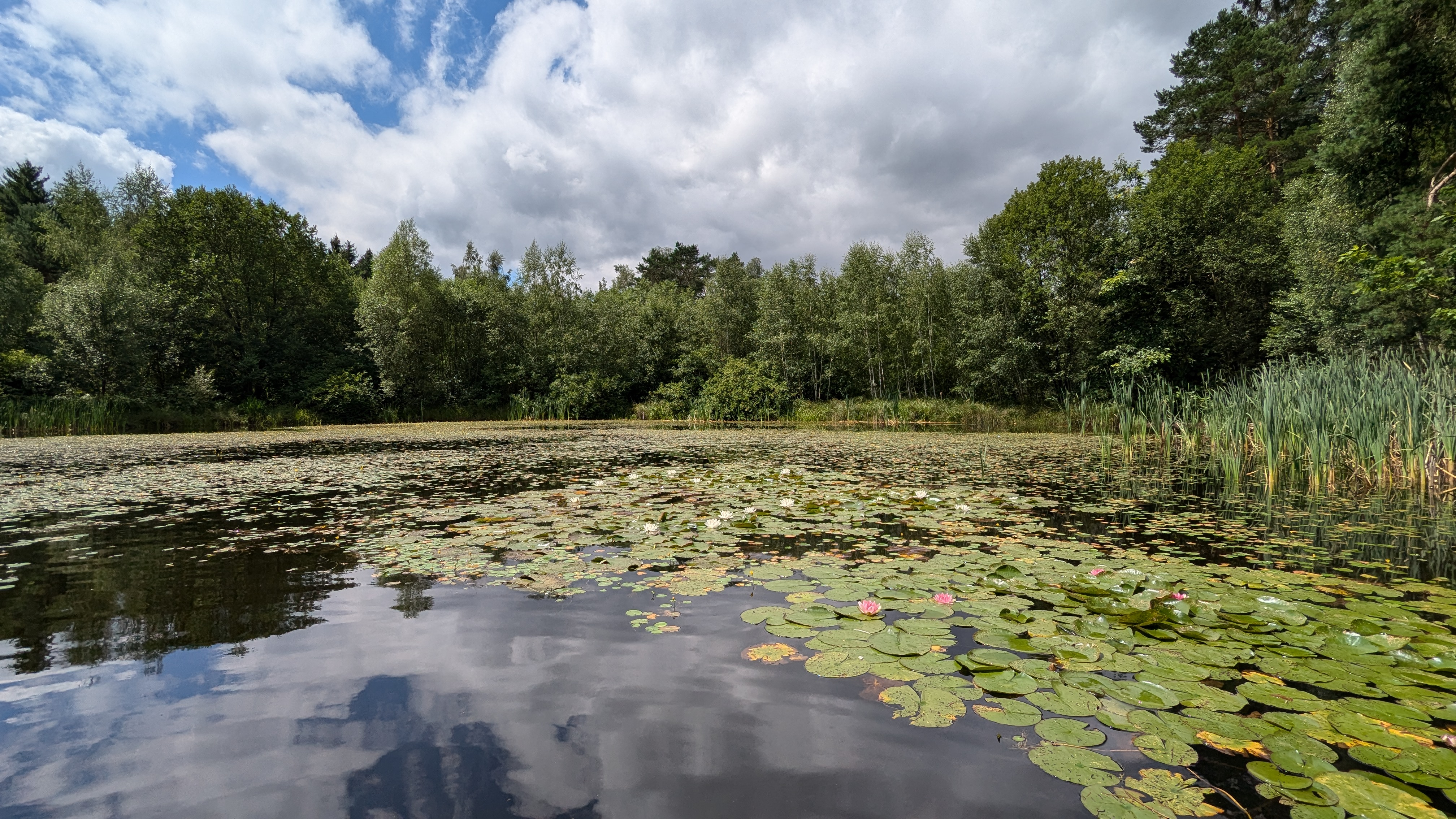
Triebischsee im Tharandter Wald

## Karten
- Topografische Karte TK 25, Blätter 4946 Mohorn, 4947 Wilsdruff, 5046 Freiberg und 5047 Freital sowie die Geologische Karte GK 25, Blätter 4946 Tanneberg, 4947 Wilsdruff, 5046 Freiberg und 5047 Tharandt
- Staatsbetrieb Geobasisinformation und Vermessung Sachsen (Hrsg.): Wanderkarte Tharandter Wald, Blatt 31 (Topographische Karte, Ausgabe mit Wanderwegen, 1:25 000) 3. Auflage, August 2008, ISBN 978-3-86170-082-1
- Rolf Böhm: Wanderkarte Tharandter Wald. Der erste Forst Sachsens. (1:20 000) 1. Aufl. Bad Schandau 2004. ISBN 3-910181-19-8